# 威洛代爾鎮區 (堪薩斯州迪金森縣)
威洛代爾鎮區（英語：Willowdale Township）為美國堪薩斯州迪金森縣轄下的鎮區。2010年美国人口普查中此鎮區人口有267人。

## 地理
威洛代爾鎮區涵蓋總面積為93.4平方（36.06平方英里），其中陸地面積為93.2平方（36.00平方英里），水域面積為0.16平方（0.06平方英里）或0.17%。海拔高度399（1,309英尺）。

## 人口統計
根據2010年美國人口普查，威洛代爾鎮區人口有267人，其中男性有138人，女性有129人，人口密度為每平方公里2.86人，住房計115戶。鎮區內的白人有261人，非裔美國人有1人，美洲原住民有1人，亞裔美國人有1人，太平洋島裔美國人有0人，其他種族有0人，混血種族則有3人。此外鎮區內有1人為西班牙裔或拉丁裔美國人。此鎮區之年齡中位數為48.1歲，而男性年齡中位數為47.3歲，女性年齡中位數為48.5歲。

## 交通

### 主要公路
- 18號堪薩斯州州道